# August Friedrich Eichel
August Friedrich Eichel (* 5. Oktober 1698 in Berlin; † 3. Februar 1768 in Potsdam) war ein preußischer Kabinettsrat, der vor allem unter Friedrich II. eine einflussreiche Stellung im Kabinett bekleidete, über den aber wenig Persönliches bekannt ist.

## Leben
Eichel war der Sohn von August Eichel, Feldwebel bei der Potsdamer Leibkompanie, und Ursula Elisabeth Eichel, geb. Schmiedigke, Köchin beim Kadettenkorps. Gemeinsam mit dem späteren Großkanzler Philipp Joseph von Jariges, mit dem ihn eine lebenslange Freundschaft verband, besuchte er die Domschule in Halberstadt. Ab 1719 studierte er in Halle Rechtswissenschaften.
Nach einer Anstellung als Kammersekretär in Halberstadt wurde er, nachdem Friedrich Wilhelm I. auf ihn aufmerksam geworden war, im Mai 1730 preußischer Kabinettssekretär im Rang eines Kriegsrats und bearbeitete vornehmlich Militärsachen. Im Prozess nach dem Fluchtversuch des Kronprinzen im August 1730 führte er das Protokoll. Später stieg er zum Kabinettsrat auf.
Nach Regierungsantritt Friedrichs II. wurde Eichel am 16. Juli 1740 der Titel des Geheimen Kriegsrats verliehen. Er befasste sich mit einem Großteil der außenpolitischen Korrespondenz, wurde zum Vertrauten Friedrichs II. und somit einer der einflussreichsten Männer im Staat. Wie andere Kabinettsräte, die ebenfalls ausnahmslos aus dem bürgerlichen Stand rekrutiert wurden, wurde er aber nie geadelt. Er begleitete den König auch im Krieg und geriet 1745 in der Schlacht bei Soor in Österreichische Gefangenschaft. Zusammen mit anderen wichtigen Bediensteten wurde er aber bereits am nächsten Tag freigelassen.
Trotz seines geringen Gehalts gelang es Eichel, ein beträchtliches Vermögen zu erwerben, was Anlass zu zahlreichen Gerüchten und Spekulationen gab. Möglicherweise profitierte er von Münzgeschäften. Bei seinem Tode im Jahre 1768 hinterließ er sein Vermögen dem befreundeten Großkanzler Philipp Joseph von Jariges.

## Zeitgenössische Rezeption
Charles Hanbury Williams, 1750 bis 1751 englischer Gesandter in Berlin, schrieb über Eichel: Die Person, der der König das größte Vertrauen schenkt, ist ohne Zweifel ein gewisser Eichel; er ist sein Privatsekretär und schreibt, was ihm der König selbst diktiert. Ich habe aber diesen Mann nie gesehen und Leute, die sieben Jahre hier lebten haben ihn auch noch nie gesehen. Er wird wie ein Staatsgefangener gehalten, ist fortwährend im Dienst und hat das ganze Jahr keine halbe Stunde für sich.
Johann Christoph von Woellner charakterisierte Eichel 1786 rückblickend und überzeichnend als einen dreisten und gefährlichen Mann, der zwar das Vertrauen des Königs nie im großen missbraucht, viele kleine Dinge aber zu seinen Privatabsichten benutzt habe. Er sei ferner ein höchst unmoralischer böser Mensch mit einem ganz ungemessenen, unersättlichen Stolz, der seine Untergebenen despotisch beherrsche. Zu seinen guten Seiten würden allerdings seine große Kenntnis von Staatsangelegenheiten und sein vorausschauender Blick zählen, mit der er den König oft im Vorhinein über die möglichen Geschehnisse in Kenntnis setzen könne.